# Cimnago
Cimnago è un centro abitato d'Italia, frazione del comune di Lentate sul Seveso.
Al censimento del 21 ottobre 2001 contava 698 abitanti.

## Geografia fisica
Il centro abitato è sito a 267 m sul livello del mare.